# Ordre normal (fonction arithmétique)
Dans la théorie des nombres, l´ordre normal d'une fonction arithmétique est une fonction plus simple ou mieux comprise que la première qui prend "habituellement" les mêmes valeurs ou des valeurs approximatives. 
Soit f une fonction définie sur les nombres naturels. On dit que g est un ordre normal de f si pour tout {\textstyle \varepsilon >0}, les inégalités 
{\displaystyle (1-\varepsilon )g(n)\leq f(n)\leq (1+\varepsilon )g(n)}
sont vraies pour presque tout n, c'est-à-dire, que la proportion de n ≤ x, pour lesquelles ces inégalités sont fausses, tend vers 0 quand x tend vers l'infini. 
Il est classique de supposer que la fonction d'approximation g est continue et monotone.

## Exemples
- Le théorème de Hardy-Ramanujan : l'ordre normal de {\textstyle \omega (n)}, le nombre de facteurs premiers distincts de n, est {\textstyle \ln(\ln \,n)};
- L'ordre normal de {\textstyle \Omega (n)}, le nombre de facteurs premiers de n comptés avec la multiplicité, est également {\textstyle \ln(\ln \,n)};
- L'ordre normal de {\textstyle \ln(d(n))}, où {\textstyle d(n)} est le nombre de diviseurs de n, est égal à {\displaystyle (\ln \,2)\cdot \ln(\ln \,n)}.

## Voir également
- Ordre moyen d'une fonction arithmétique
- Fonction somme des puissances k-ièmes des diviseurs
- Ordres extrêmes d'une fonction arithmétique